# Рейнский гусь

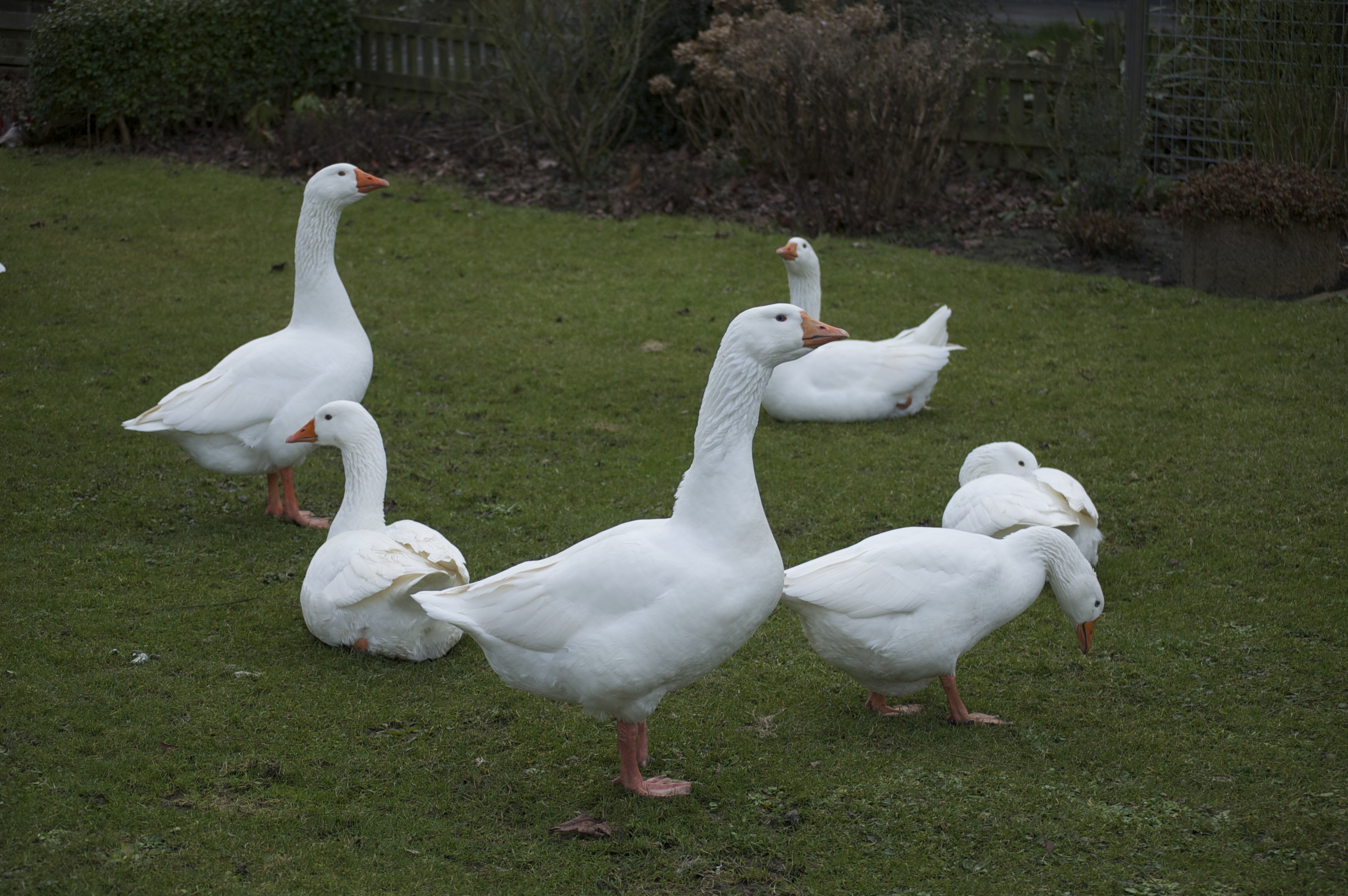
Рейнские гуси в Капелле-ан-ден-Эйссел (Нидерланды)

Рейнская порода гусей (нем. Rheinische Gänse или Rheinischer Vielleger) — порода гусей, выведенная в Германии на базе эмденских гусей, характеризуется белым оперением, относится к высокопродуктивным и аутосексным промышленным гусиным породам.

## История
Порода создана в Германии в 1940-х годах на основе одной из местных разновидностей эмденских гусей. В СССР завезена в 1969 году из Венгрии. В 1980 году поголовье породы в государственном секторе составляло 36 682 гуся.

## Экстерьер
Цвет оперения: белый. Голова небольшая, шея средней длины, туловище средней величины. Грудь широкая, клюв и ноги оранжевого цвета. На животе имеются две маленькие жировые складки.

## Продуктивность
Рейнские гуси и их гибриды входят в число наиболее перспективных пород для производства гусиного мяса в России и некоторых других странах бывшего СССР.
При специальном кормлении печень гусей достигает массы 400 г. Мясо обладает высокими вкусовыми качествами. Живая масса: самцов — 6—7 кг, самок — 5,5—6 кг. Яйценоскость: 40—50 яиц в год массой 160—180 г. Выводимость молодняка — 70 %. Характерные особенности: инстинкт насиживания слабо развит.

## Генетика
Классическая генетика
В работах по классической частной генетике, с применением гибридологического анализа, у рейнских гусей выявлены следующие гены окраски оперения и других дискретных морфологических признаков и определена генетическая структура по этим локусам, включая:
- аутосомный доминантный ген окраски оперения C+ — основной фактор окраски;
- аутосомный рецессивный ген пятнистости sp — пятнистый рисунок пуха гусят;
- сцепленный с полом (локализованный на Z-хромосоме) доминантный ген серой окраски оперения и отсутствия коричневого разбавления G+ — серое оперение (в скрытом состоянии);
- сцепленный с полом (на Z-хромосоме) доминантный ген разбавления окраски Sd — осветлённая окраска пуха гусят и белое оперение взрослой птицы.

Аутосексинг
Рейнские гуси являются аутосексной породой. За счёт эффекта двойной дозы сцепленного с полом гена разбавления окраски Sd гусята мужского пола в суточном возрасте характеризуются светло-серой или жёлтой окраской пуха спины и головы, в то время как самки имеют серую спину и серую или жёлтую голову. При этом определяющий признак, используемый для сортировки рейнских гусят по полу, — интенсивность окраски пуха спины. Точность аутосексирования суточного молодняка этой породы и её гибридов составляет 97—98 %.
Фенетика и филогенетика
С помощью фенетических подходов, по комплексу экстерьерных признаков (включая 58 неметрических вариантов, или фенов), рейнские гуси были отнесены к европейскому эмденскому фенону.
Биохимическая генетика (полиморфизм белков)
В исследованиях с использованием гель-электрофореза обнаружен полиморфизм рейнских гусей по локусу трансферрина, или кональбумина (Tf, ранее обозначался символом Co).